# همتا
همتا (انگلیسی: Counterpart) سریال علمی–تخیلی و دلهره‌آور محصول کشور آمریکا است.